# 伊河海豚
伊河海豚（學名：Orcaella brevirostris）又稱伊豚、伊河豚、伊洛瓦底江豚或短吻海豚，是一種能適應淡水生境的海豚，主要分布区包括：孟加拉灣和东南亚的近岸海域，湄公河、缅甸伊洛瓦底江与婆罗洲馬哈坎河三大河流，以及印度吉尔卡湖、泰国宋卡湖与菲律宾马兰帕亚海峡三处微鹹水域。圓鈍的頭部和不突出的短吻是其顯著特徵。

## 分類
伊河海豚最初由英国生物學家理查德·欧文（英文：Richard Owen）在1866年描述，所依据的模式標本於1852年採集自印度東南瀕臨孟加拉灣的维沙卡帕特南港口。在分類學上，伊河海豚被歸至短吻海豚属（拉丁文：Orcaella），與之同屬的還有產自大洋洲北部海域的澳洲短吻海豚（O. heinsohni）。由於外形和一角鲸科相似，短吻海豚属曾被劃入該科，而遗传学分析顯示短吻海豚属與虎鯨為近親，故現行分類將其劃歸海豚科之下。

## 形態特徵
伊河海豚的外貌近似白鯨，但實為虎鯨的近親。牠們的表皮呈深藍灰色，頭部圓鈍，吻部不突出；背鰭短而鈍，位於脊背後方，呈三角形。成體全長約2.3米，重達130公斤，最大的個體是產自泰国的一頭雄豚，長達2.75米。

## 生態行為
伊河海豚會以卡搭聲、嘰嘰聲及嗡嗡聲溝通，主要頻率達60千赫，相信是用作回聲定位。牠們主要吃輻鰭魚及魚卵、頭足類及甲殼類。牠們可以用口吸吮食物。牠們在浮窺及覓食時會將體內的水份噴出。一些伊河海豚可以受訓後造出噴水的動作。牠們游泳緩慢，但最高可達每小時20–25公里。
伊河海豚可以潛水70–150秒至12分鐘，平均115.3秒。牠們的群族很多時都少於6頭，但有時也可以多達15頭。
伊河海豚會出現種間競爭。此外有報道指出，將中華白海豚與伊河海豚放在一起時，伊河海豚經常會被中華白海豚追逐且行動受限於狹小的空間內。另有報道指出，在印度吉尔卡湖，當伊河海豚與瓶鼻海豚在外海道相遇時，伊河海豚會感到驚慌，被迫返回湖中。

## 生長繁殖
伊河海豚的平均壽命為30歲，7–9歲達到性成熟。在北半球，牠們於12月至翌年6月間交配。妊娠期為14個月，每2–3年生育一胎。初生幼豚體長約1米，重10公斤，兩歲時斷奶。

## 與人類的關係
伊河海豚與傳統漁民似乎是互利共生的。在緬甸的伊洛瓦底江上游，伊河海豚會幫助漁民驅趕魚群到漁網中，而漁民亦會將副漁獲當作獎勵給予牠們。歷史上，一些伊河海豚是屬於某些漁村所擁有，以往曾有案例追討所屬的伊河海豚所驅趕的漁獲。

## 種群現狀
伊河海豚受人類的影響較其他海豚更大。刺網是牠們的主要威脅，很多個案都是誤捕及在網中溺死。在缅甸，電捕魚及淘金對伊河海豚造成嚴重的危害。雖然大部分漁民並非有意獵殺牠們，但因日常作業而誤殺的不計其數。在越南及泰国，一度盛行的炸魚曾誤傷了許多伊河海豚。
在某些亞洲國家，伊河海豚會被捕捉來觀賞或表演。牠們對淡水的適應可以減少建造海水水族箱的成本。在2002年，亞洲至少有80個水族館。不過，以往獵殺伊河海豚的目標是獲取其鯨脂。
伊河海豚被列入《瀕危野生動植物種國際貿易公約》（CITES）附錄一，有關貿易在國際上被禁止。此外，孟加拉等国亦紛紛設立了保護區，以免牠們再次受到漁業的傷害及失去棲息地的威脅。
雖然從未完整统计過伊河海豚的活體數量，但估計超過7000頭，其中90%以上生活在孟加拉灣。當前已知八個伊河海豚的主要分佈區：
1. 孟加拉：在孟加拉灣約有5832頭[13]，在孙德尔本斯红树林約有451頭[14] ；
2. 印度：在吉尔卡湖約有138頭[15] ；
3. 緬甸：在伊洛瓦底江約有58–72頭；
4. 老挝及柬埔寨：在湄公河約有114–152頭；
5. 泰國：在宋卡湖少於50頭[1]；
6. 马来西亚：在蘭卡威約有77頭；
7. 印尼：分布在婆罗洲的馬哈坎河；
8. 菲律賓：分布在马兰帕亚海峡。

## 外部連結
- 鯨與海豚保護協會（WDC） （页面存档备份，存于）
- 鯨與海豚保護協會網站上對伊河海豚的介紹
- 海豚世界網站（dolphins-world.com）上對伊河海豚的介紹 （页面存档备份，存于）
- 世界自然基金会（WWF）網站上的伊河海豚專頁 （页面存档备份，存于）
- 展現伊河海豚行為的视频
- 缅甸海洋生物学家 Tint Tun 對人类與伊河海豚合作捕鱼的记录 Archive.today的存檔，存档日期2013-02-23